# Daleké Popelice
Daleké Popelice je samota, část obce Benešov nad Černou v okrese Český Krumlov. Nachází se v přírodním parku Soběnovská vrchovina, asi 4 km na severozápad od Benešova nad Černou. Daleké Popelice leží v katastrálním území Dluhoště o výměře 7,42 km².

## Historie
První písemná zmínka o vesnici pochází z roku 1541.
V letech 1869–1950 byla vesnice součástí obce Dluhoště a od 1. ledna 2003 se stala součástí obce Benešov nad Černou.

## Obyvatelstvo
| Rok            | 1869 | 1880 | 1890 | 1900 | 1910 | 1921 | 1930 | 1950 | 1961 | 1970 | 1980 | 1991 | 2001 | 2011 | 2021 |
| -------------- | ---- | ---- | ---- | ---- | ---- | ---- | ---- | ---- | ---- | ---- | ---- | ---- | ---- | ---- | ---- |
| Počet obyvatel | 28   | 45   | 45   | 35   | 66   | 49   | 38   | 9    | 0    | 0    | 0    | 0    | 0    | 5    | 7    |
| Počet domů     | 7    | 6    | 6    | 6    | 8    | 8    | 8    | 7    | 0    | 0    | 0    | 0    | 0    | 6    | 4    |